# Franz Xaver von Moshamm
Franz Xaver Moshammer, ab 1790 Ritter von Moshamm (auch Franz Xaver von Moshammer oder Franz Xaver Ritter von Mosham zu Penzing und Neudeck; * 12. November 1756 in Burghausen; † 27. September 1826 in Penzing), war ein deutscher Kameralist und Hochschullehrer.

## Leben
Moshamm studierte an den Universitäten von Göttingen und Wien. Er war unter anderem Schüler von Joseph von Sonnenfels und Johann Beckmann. Sein Studium schloss er als Dr. phil. und Dr. iur. ab. Nachdem sich eine in Burghausen oder Ingolstadt geplante Kameralschule nicht verwirklichte, erhielt er an der Universität Ingolstadt 1780 eine Stelle als außerordentlicher Professor für „Cameral und Oeconomie“, 1781 auch des Wechselrechts. 1783 wurde er zum Hofrat ernannt, außerdem wurde er ordentlicher Professor in Ingolstadt. Er hielt dort weiterhin Vorlesungen an der Philosophischen und an der Juristischen Fakultät. 1790 erfolgte seine Nobilitierung.
Moshamm war ab 1797 Mitglied des Spruchkollegiums sowie 1799 Gründungsmitglied des Kameralinstituts an der Universität Ingolstadt. 1800 folgte er mit seinen Ämtern der Universitätsverlegung und wurde ordentlicher Professor an der neuen Universität Landshut. Kurz bevor 1826 die Universität nach München verlegt wurde, starb er. Er gilt als Wegbereiter der Institutionalisierung der Kameralwissenschaften in Bayern.

## Werke (Auswahl)
- Sammlung der neuesten Instruktionen für die kurpfalzbaierischen Dicasterien in Baiern, Stettin, Ulm 1783.
- Ueber das Bierbraurecht in Baiern; Krüll, Ingolstadt 1791.
- Ueber die Amortizations-Gesetze überhaupt, und besonders in Baiern, Montag und Weiß, Regensburg 1798.
- Das Wechselrecht, Montag und Weiß, Regensburg 1803.
- Europäisches Gesandschaftsrecht, Hagen, Landshut 1805.
- Grundsätze des Lehenrechtes mit steter Hinsicht auf das Königliche Baierische Lehenedikt vom 7.Juli 1808 und andere Gesetze, Thomann, Landshut 1814.